# يوميكو تاكاهاشي
يوميكو تاكاهاشي (بالكانا:たかはし ゆみこ) هي مغنية وممثلة يابانية، ولدت في 7 يناير 1974 بسايتاما في اليابان.

## وصلات خارجية
- يوميكو تاكاهاشي على موقع IMDb (الإنجليزية)
- يوميكو تاكاهاشي على موقع ميوزك برينز (الإنجليزية)
- يوميكو تاكاهاشي على موقع ديسكوغز (الإنجليزية)
- يوميكو تاكاهاشي على موقع قاعدة بيانات الفيلم (الإنجليزية)